# Kreuthsattel
Der Kreuthsattel (oder kurz: Kreuth) ist ein 710 m ü. A. hoher Gebirgsübergang im östlichen Niederösterreich zwischen Weissenbach an der Triesting und Pernitz. Über die licht bewaldete Passhöhe führt eine breite, aber nicht ausgebaute Straße. Die beiden Rampen sind aber asphaltiert. In unmittelbarer Nähe befindet sich die Steinwandklamm.